# Генин, Роберт Львович
Роберт Львович Генин (11 августа 1884 — 16 августа 1941) — живописец и график еврейского происхождения, живший и работавший в Российской империи, Германии, Франции, Швейцарии и СССР. Живописная манера Генина развивалась от югендстиля (иллюстрации для журнала «Югенд») в 1907—1910 годы к символизму/неоклассицизму 1911—1914 годов, затем после начала Первой мировой войны резко сменилась экспрессионизмом. Пройдя несколько этапов развития экспрессионизма в 1915—1925 годах, Генин пришел к своеобразному лирическому примитивизму, характерному для его позднего парижского периода. В марте-июне 2019 года в художественном музее Мурнау (Schloßmuseum Murnau) прошла ретроспективная выставка «Роберт Генин (1884—1941). Русский экспрессионист в Мюнхене», показавшая произведения художника из музеев и частных собраний по всем периодам творчества.

## Биография
Роберт Генин родился 11 августа 1884 года в деревне Высокое (ныне Климовичский район Могилёвской области Белоруссии) в семье еврейского лавочника. В 1898—1900 годах учился в художественной школе академика Ивана Трутнева в Вильне, в 1900—1902 годах — в Одесском художественном училище.
В конце 1902 года отправился в Мюнхен учиться в школе Антона Ашбе, но вскоре разочаровался в ней и в 1903 году переехал в Париж, где вместе с пятью товарищами жил коммуной. В Париже познакомился с творчеством Пюви де Шаванна, чье влияние прослеживается в работах Генина вплоть до 1914 года. В автобиографии упоминал, что в 1904—1906 годах посещал Академию Жюлиана и высшие курсы социальных наук в Сорбонне. В 1905—1907 годах был обитателем «Улья». В 1907 году впервые участвовал в выставке «Осеннего салона», где представил большую картину «Нищий». Вернувшись в Мюнхен в 1907 году, рисовал иллюстрации и карикатуры для журнала «Jugend» (всего опубликовано 40 иллюстраций). В 1912 году выполнил ряд эскизов настенной росписи на тему «Труд» для музея Штеттина. В 1911—1912 годах наряду с Альфредом Кубиным, Паулем Клее и другими входил в мюнхенскую группу «Sema». С 1913 года входил в группу «Münchener neue Secession». Во время Первой мировой войны был интернирован под Мюнхеном; несмотря на это в галерее Танхаузер в 1917 году была проведена его вторая персональная выставка. После окончания Первой мировой войны в конце 1918 года переехал в Берлин. В 1919 году приобрел небольшой домик в рыбацкой деревне Аскона в Швейцарии, где с тех пор проводил несколько месяцев в году. В 1929 году переехал из Берлина в Париж. С 1912 по 1933 год активно участвовал в художественных выставках в Германии, Швейцарии, Франции и Голландии. В 1926 году предпринял поездку на остров Бали. В 1936 году в Нью-Йорке в галерее Лилиенфельд состоялась последняя персональная выставка Роберта Генина.
В 1936 году переехал в Москву. Работал над фресками для ВСХВ (в 1938 году назначение павильона было изменено, и фреска была замазана) и Дворца Советов. После начала Великой Отечественной войны хотел записаться в ополчение, но ему было отказано по состоянию здоровья. В августе 1941 года во время дежурства на крыше был контужен фугасной бомбой. Через несколько дней покончил с собой.
Произведения Роберта Генина хранятся в Базельском художественном музее (в коллекции Оберштега), Художественном институте Чикаго, Картинной галерее Регенсбурга, Берлинской галерее, ГМИИ им. А. С. Пушкина, Национальном художественном музее Республики Беларусь, других музеях и частных коллекциях Германии, Швейцарии, Франции, Нидерландов, США, России и Белоруссии.

## Клуб друзей Роберта Генина
Роберт Генин мало заботился о сохранности своих произведений. Часть из них он уничтожил своими руками, многие произведения были утрачены во время войны. Сохранившиеся работы рассеяны по всему миру.
Клуб друзей Роберта Генина собирает сведения обо всех работах с целью включения их в каталог-резоне и публикации в монографии.

## Галерея

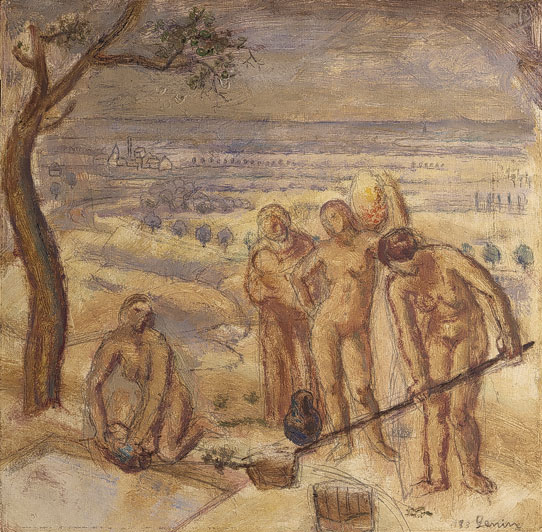
Работающие женщины (ок. 1912)
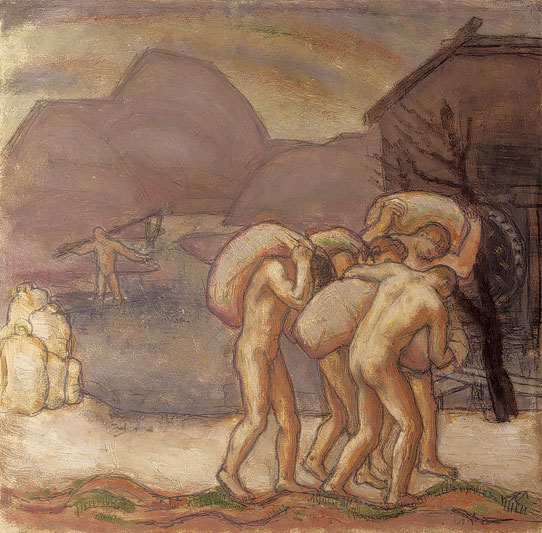
Мельники (1912)
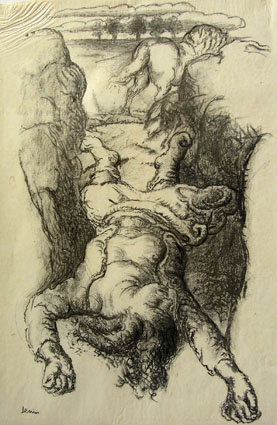
Жертва. Автолитография из папки «Женщина» (1915)
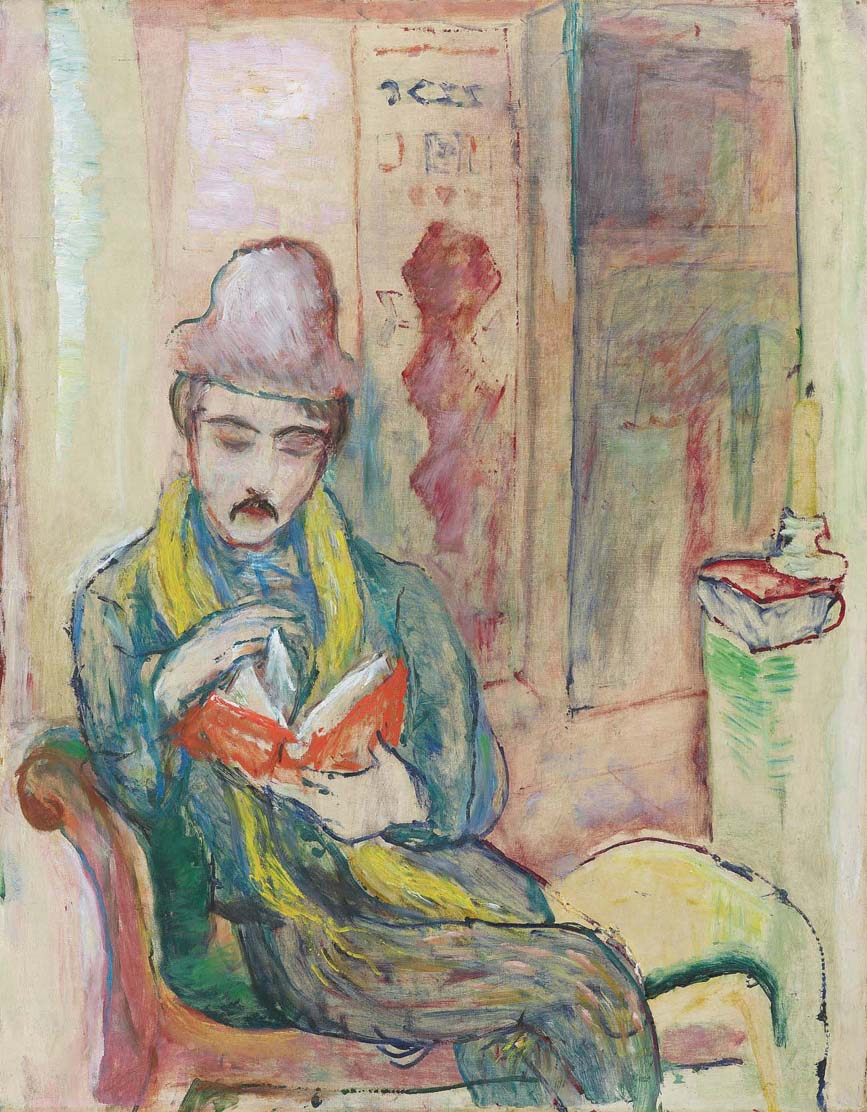
Чарли Чаплин (1921)
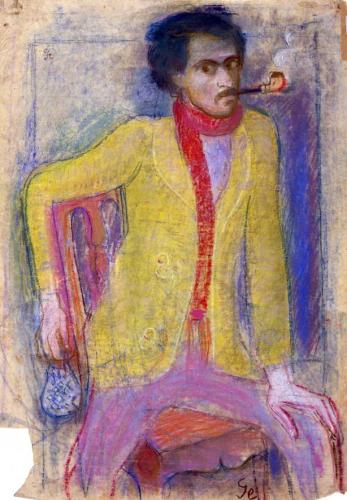
Автопортрет. (ок. 1922)
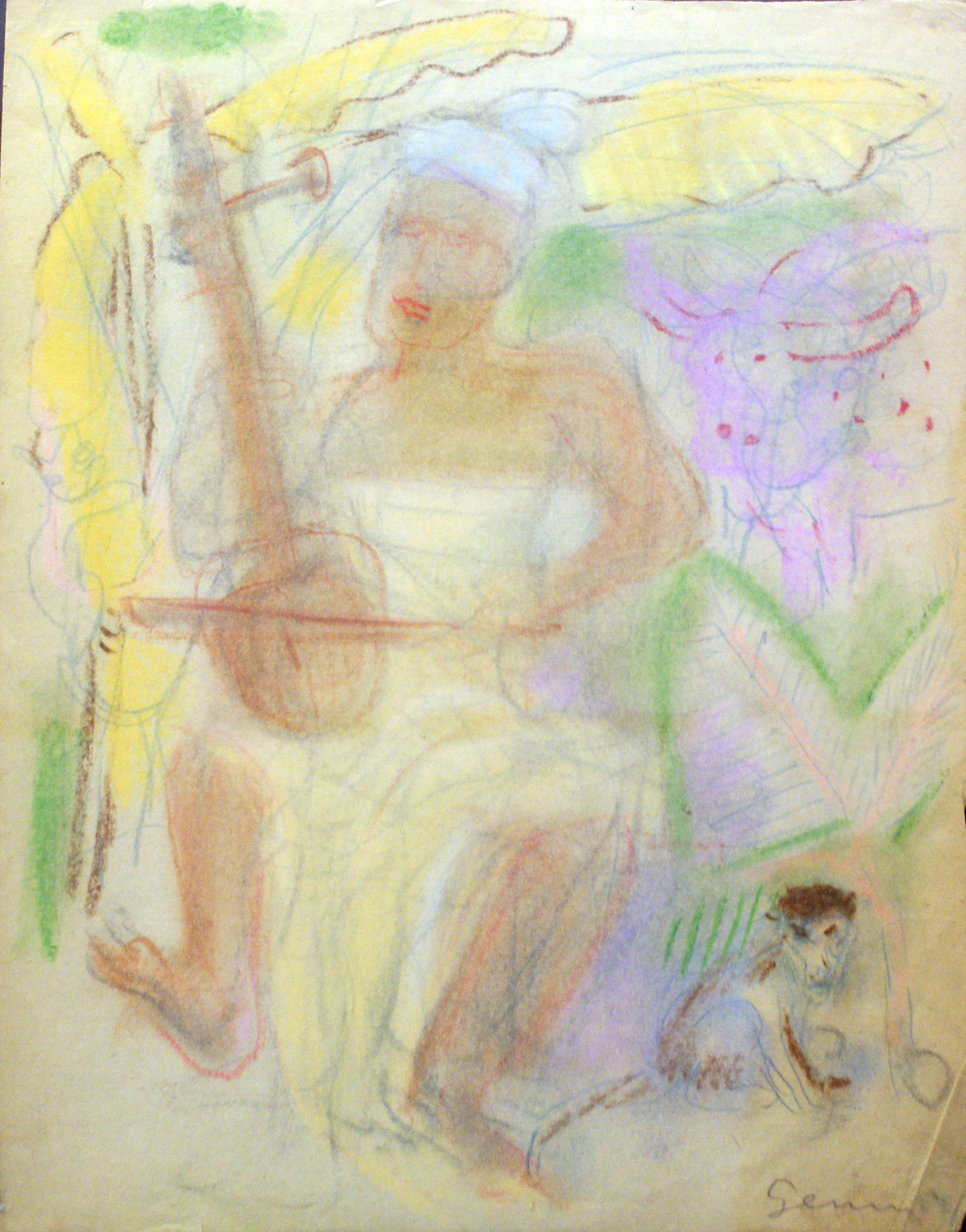
Музыкант с лиловым буйволом и обезьянкой (1926)
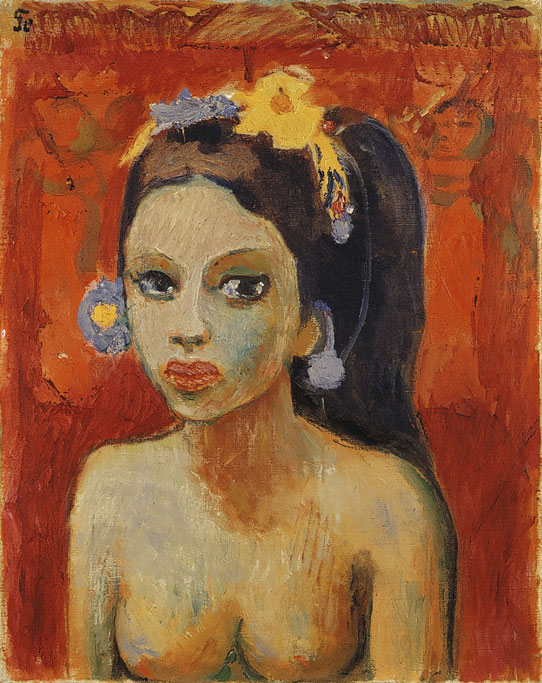
Балийка (1926)
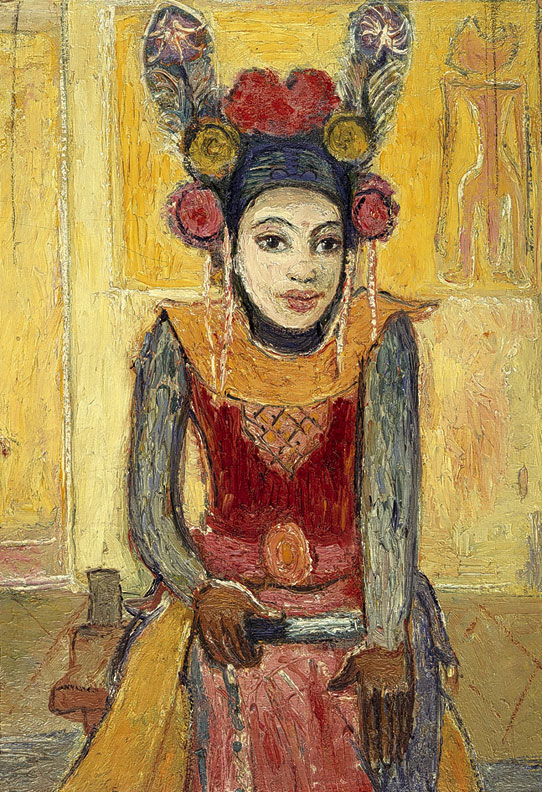
Танцовщица легонга (1926)
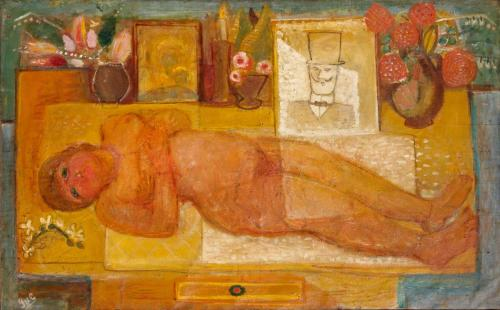
Обнаженная на столе (1928)
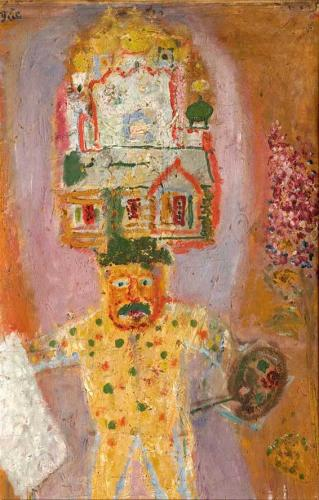
Художник (автопортрет с церковью) (1930)